# Bibliographie sur la sociologie de l'art
 (août 2024).
- Si vous ne connaissez pas le sujet, laissez ce bandeau (vous pouvez alors contacter les auteurs).
- Si vous supprimez le contenu mis en cause (vous pouvez préalablement contacter les auteurs),

argumentez précisément cette suppression dans la page de discussion
(un manque de référence n'est pas un argument ; une recherche réelle de référence doit avoir été effectuée, être formellement documentée).

## Ouvrages
- Howard Becker, Les mondes de l'art [« Art worlds »], Paris, Flammarion, 1988 (1re éd. 1982) (ISBN 9782080801494)

- Pierre Bourdieu, La distinction : Critique sociale du jugement, Paris, Les Éditions de Minuit, 1979
- Pierre Bourdieu (dir.), Robert Castel (dir.), Luc Boltanski et Jean-Claude Chamboredon (préf. Philippe de Vendeuvre), Un art moyen : Essai sur les usages sociaux de la photographie, Paris, Les Éditions de Minuit, coll. « Le sens commun », 1965, 368 p. (ISBN 978-2-7073-0029-4)
- Pierre Bourdieu, Les Héritiers : Les étudiants et la culture, Paris, Les Éditions de Minuit, coll. « Le sens commun », 1964, 192 p. (ISBN 978-2-7073-0081-2)
- Pierre Bourdieu, « Mais qui a créé les créateurs ? », dans Questions de sociologie, Paris, Les Éditions de Minuit, coll. « Reprise », 2002 (1re éd. 1984), 277 p. (ISBN 9782707318251), p. 207-221
- Pierre Bourdieu, Les règles de l'art : Genèse et structure du champ littéraire, Paris, Seuil, 1992
- Yann Darré, Une histoire sociale du cinéma français, Paris, La Découverte, 2000
- Olivier Donnat (dir.), Regards croisés sur les pratiques culturelles, Paris, La Documentation Française, 2003
- Jean-Pierre Esquenazi, Sociologie des publics, Paris, La Découverte, 2003
- Jean-Pierre Esquenazi (dir.), Politique des auteurs et théories du cinéma, Paris, L’Harmattan, 2002
- Emmanuel Ethis, Sociologie du cinéma et de ses publics, Paris, Armand Colin, coll. « 128 », 2005
- Pierre Francastel, Études de sociologie de l'art, Paris, Gallimard, coll. « Tel », 1989 (1re éd. 1970), 252 p. (ISBN 978-2-07-071718-7)
- Jean-Marc Leveratto, La mesure de l’art : Sociologie de la qualité artistique, Paris, La Dispute, 2000
- Arnold Hauser (préf. Jacques Leenhardt), Histoire sociale de l'art et de la littérature [« Sozialgeschichte der Kunst und Literatur »], Presses universitaires de France, coll. « Quadrige », 2004 (1re éd. 1953), 855 p. (ISBN 978-2-13-053620-8)
- Nathalie Heinich, Sociologie de l'art, Paris, La Découverte, 2001
- Pierre Bourdieu et Alain Dardel, L'amour de l'art : Les musées et leur public, Paris, Les Éditions de Minuit, coll. « Le sens commun », 1966
- Antoine Hennion, La passion musicale : Une sociologie de la médiation, Paris, Métailié, coll. « Sciences humaines », 2007 (1re éd. 1993), 397 p. (ISBN 978-2-86424-632-9)
- Armand Mattelart et Erik Neveu, Introduction aux Cultural Studies, Paris, La Découverte, coll. « Repères », 2003
- Fabrice Montebello, Le cinéma en France depuis les années 1930, Paris, Armand Colin, coll. « Cinéma », 2005
- Raymonde Moulin, Le marché de l'art : Mondialisation et nouvelles technologies, Paris, Flammarion, coll. « Champs », 2003 (1re éd. 2000), 204 p. (ISBN 978-2-08-080071-8)
- René Prédal, Le cinéma d’auteur, une vieille lune ?, Paris, Éditions du Cerf, 2001Alain Quemin, , Éditions Jacqueline Chambon - Artprice, 2002
- Alain Quemin, Les stars de l'art contemporain. Notoriété et consécration artistiques dans les arts visuels, Éditions du CNRS, 2013.
- Alain Quemin, L'art contemporain international: entre les institutions et le marché, Éditions Jacqueline Chambon - Artprice, 2002
- Pierre Sorlin, Sociologie du cinéma, Paris, Aubier, 1977
- Pierre Sorlin, « Quelqu’un à qui parler », dans Jean-Pierre Esquenazi (dir.), Politique des auteurs et théories du cinéma, Paris, L’Harmattan, 2002, p. 137-163
- (it) Milena Gammaitoni, L'agire sociale del poeta : Wislawa Szymborska nella vita dei lettori in Polonia e in Italia, Milan, F. Angeli, 2005
- (it) Milena Gammaitoni, La funzione sociale del musicista, Rome, Edup, 2004
- Yann Darré, « Esquisse d’une sociologie du cinéma », Actes de la recherche en sciences sociales, nos 161-162 « Cinéma et intellectuels. La production de la légitimité artistique »,‎ 2006
- Joël Magny, « 1953-1968 : de la "mise en scène" à la "politique des auteurs" », CinémAction « Histoire des théories du cinéma »,‎ 1991, p. 86 à 90
- Geneviève Sellier, « Cinéma "commercial", cinéma "d’élite" : vers un dépassement ? », dans Jean-Pierre Esquenazi, Cinéma contemporain, état des lieux, Paris, L’Harmattan, 2004, p. 167-178
- Pierre Sorlin, « 1946-1960 : l’héritage de Kracauer », CinémAction « Histoire des théories du cinéma »,‎ 1991, p. 80-85